# Вісенте Де Паула Мерседес
Вісенте Де Паула Мерседес або просто Вісенте (порт.-браз. Vicente de Paula Mercedes, нар. 2 березня 1996, Сан-Паулу, Бразилія) — бразильський футболіст, півзахисник та захисник клубу «ВПК-Агро».

## Життєпис
Футбольну кар'єру розпочав 2017 року у клубі «Кажазейренсе» з Ліги Параїбану (вищий дивізіон чемпіонату штату Параїба). Того ж року перейшов до «Греміу Аудакс» з бразильської Серії D (четвертий дивізіон чемпіонату Бразилії). У цьому турнірі дебютував 26 червня 2017 року в нічийному (2:2) поєдинку 6-о туру проти «Ітумбіари». Вісенте вийшов на поле в стартовому складі та відіграв увесь матч, а на 30-й хвилині відзначився голом за нову команду. Цей матчу виявився для молодого футболіста єдиноим у складі «Греміу Аудакс».
19 лютого 2018 року підписав 5-річний контракт з ФК «Львів». Дебютував за «городян» 9 березня 2019 року в нічийному (0:0) домашньому поєдинку 21-о туру Прем'єр-ліги проти луганської «Зорі». Вісенте вийшов на 67-й хвилині, замінивши Пернамбуко.